# Mathias Klenske
Mathias Klenske (født 25. oktober 1983 i Danmark) er en dansk dubber og skuespiller. Han har lagt stemme til flere danske tegnefilm og begyndte allerede som 9-årig. Det første rigtige dubbing han lavede, var til den danske version af Warner Brothers tv-serien Animaniacs.
I Danmark er han, især blandt børn bedst kendt for Pokemon-træneren Ash.
Han har også været med i en enkelt film, Frække Frida og de frygtløse spioner og et afsnit af julekalenderen Alletiders Julemand, da han var barn.
I det civile liv er han uddannet pilot.

## Film
- Frække Frida og de frygtløse spioner – Adam
- Alletiders Julemand – Børnebisp

## Tegnefilm
- Pokémon – Ash Ketchum
- Gumball – Leslie og Tobias wilson
- Kim Possible – Ron Stoppable
- Devichil – Setsuna Kai
- Fillmore! – Fillmore
- Sylte og Salte – Salte
- De tre venner og Jerry – Frank
- Fremtidens Batman – Terry McGinnis
- Ed, Edd og Eddy – Regner og Johnny
- Lille Kylling – Lille Kylling
- Frikvarter – Vince LaSalle
- Kodenavn Naboens Børn – Nr. 1
- Rap Sjak – Rup
- Disney Channel og Toon Disney – Speaker
- Lloyd i rummet – Benny
- Teen Days – Leo
- Teen Titans – Robin
- Sham King – Len og Lian
- Totally Spies – Arnold, og andre biroller
- Xiaolin Showdown – Jack Spicer
- Johnny Test – Johnny Test
- Danger Mouse – Vindsløv (med BTI Studios)
- Sabrina og Sabrinas hemmelige liv – Harvey Kingle
- X-Men: Evolution – Nightcrawler, Spyke
- Yu-Gi-Oh! – Weevil Underwood
- Yu-Gi-Oh! – Ryo Bakura
- Yu-Gi-Oh! GX – Chazz Princeton
- Ben 10 – Diverse biroller
- Lego Ninjago – Jay (med Dubberman og SDI Media)
- Storm Hawks – Aerrow
- Galactik Football – Micro-Ice (med SDI Media)
- Gabby's fortællinger – Daniel
- Hund og Kat Imellem – Lou
- Total Drama – Chris
- Sidekick – Øvrig Medvirkende (med SDI Media)
- Mission: Eftersidning – Lee Ping (med Dubberman)
- Freaktown – Krammer Von Krølpels, B-1000, Grøn Goblin, Myg, Panda Bølle, Rødhåret Freak (med Audio Resort)
- Justice League – Barry Allen, Lynet
- Cowboy, Indianer og Hest – Politibetjent
- Kick Buttowski: Forstadens vovehals – Kick Buttowski (med Adaptor D&D)
- Redakai – Øvrig Medvirkende (med Eskimo Avenue)
- Mette Mus 2: Frederik Redder Tornedalen – Frederik (som barn)
- Timon og Pumba – Nefu, Simon
- Naruto – Rock Lee

- Ultimate Spider-Man – Iron Fist
- Marvel's Avengers Assemble – Hawkeye, Hydra Agent, Molecule Kid
- Hulk and the Agents of S.M.A.S.H. – Jet Computer
- Turbo – Cool Rider
- Turbo Fast – Turbo, Cool Rider (med Audio Resort)
- Vi bare bjørne - Ice Bear
- Lego Ninjago - Jay
- Ninjago Dragerne vågner - Jay

## Spil
- The Legend of Spyro: Dawn of the Dragon – Spyro

## Studie
- Sun Studio
- SDI Media
- Dubberman
- BTI Studios
- Eskimo Avenue
- Audio Resort
- KM Studio

## Eksterne links
- Mathias Klenske på Internet Movie Database (engelsk)
- Mathias Klenske på Filmdatabasen
- Mathias Klenske på danskefilm.dk
- Mathias Klenske på danskfilmogtv.dk
- Mathias Klenske på Scope
- Mathias Klenske på Scope
- Mathias Klenske på The Movie Database (engelsk)
- Mathias Klenske på danskefilmstemmer.dk